# 小新开河
小新开河位于中华人民共和国吉林省集安市境内，原名新开河，因与西辽河支流新开河重名，1988年改名“小新开河”，是浑江左岸支流，发源于集安中部台上镇老岭村以南，自东南向西北流经集安的台上镇、花甸镇和财源镇等地，最后于财源镇霸王村以西注入浑江的桓仁水库。河长70.4千米，河道平均比降4.4‰，流域面积727平方千米，年均径流量3.91亿立方米。